# Ascorhynchus castellioides
Ascorhynchus castellioides is een zeespin uit de familie Ascorhynchidae. De soort behoort tot het geslacht Ascorhynchus. Ascorhynchus castellioides werd in 1957 voor het eerst wetenschappelijk beschreven door Stock. 